# Réserve spéciale de Bora
La réserve spéciale de Bora est une réserve naturelle située dans le nord de Madagascar.

## Géographie
Elle se situe aux abords de la route nationale 31, entre Antsohihy et Bealanana dans la région de Sofia.
À l'est elle est limitée par la rivière Anjingo et son affluent Bemahavony.
Pour accéder à la partie sud, il faudra emprunter la route nationale 32 de Antsohihy à Befandriana Nord.